# Медова долина
Ландшафтний заказник «Медова долина» — об'єкт природно-заповідного фонду місцевого значення. Розташований в Лисянському районі Черкаської області, неподалік від села Журжинці.

## Адміністративна інформація
Площа 48,6297 га. Заказник створено рішенням Черкаської обласної ради від 28.08.2009 року № 28-8/V «Про території і об'єкти природно-заповідного фонду області».
Установа, у віданні якої перебуває об'єкт — ФГ «Медова долина» (з 2006 року має договір оренди на територію заказника для ведення бджільництва).

## Об'єкт охорони
Охороняються лучно-степові фітоценози на території балки.
За офіційними даними, об'єктом охорони у заказнику є місце зростання медоносних рослин.
Фауна ссавців урочища представлена козулею, зайцем сірим, борсуком (у період 1994—2009 років цей вид був занесений до Червоної книги України).
За даними Вікіекспедиції 14-15 липня 2016 року, територія заказника заростає грушею.

## Галерея

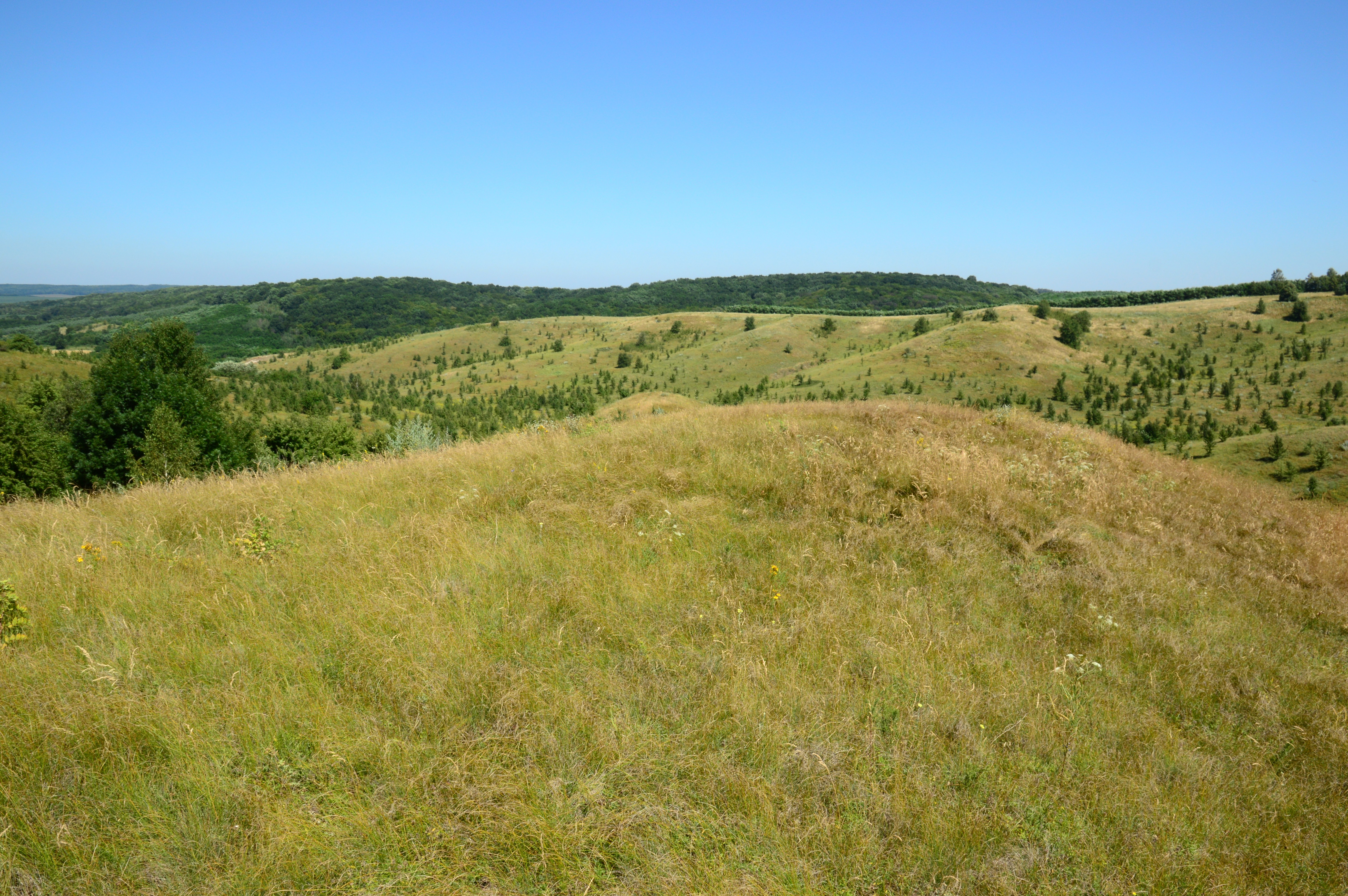
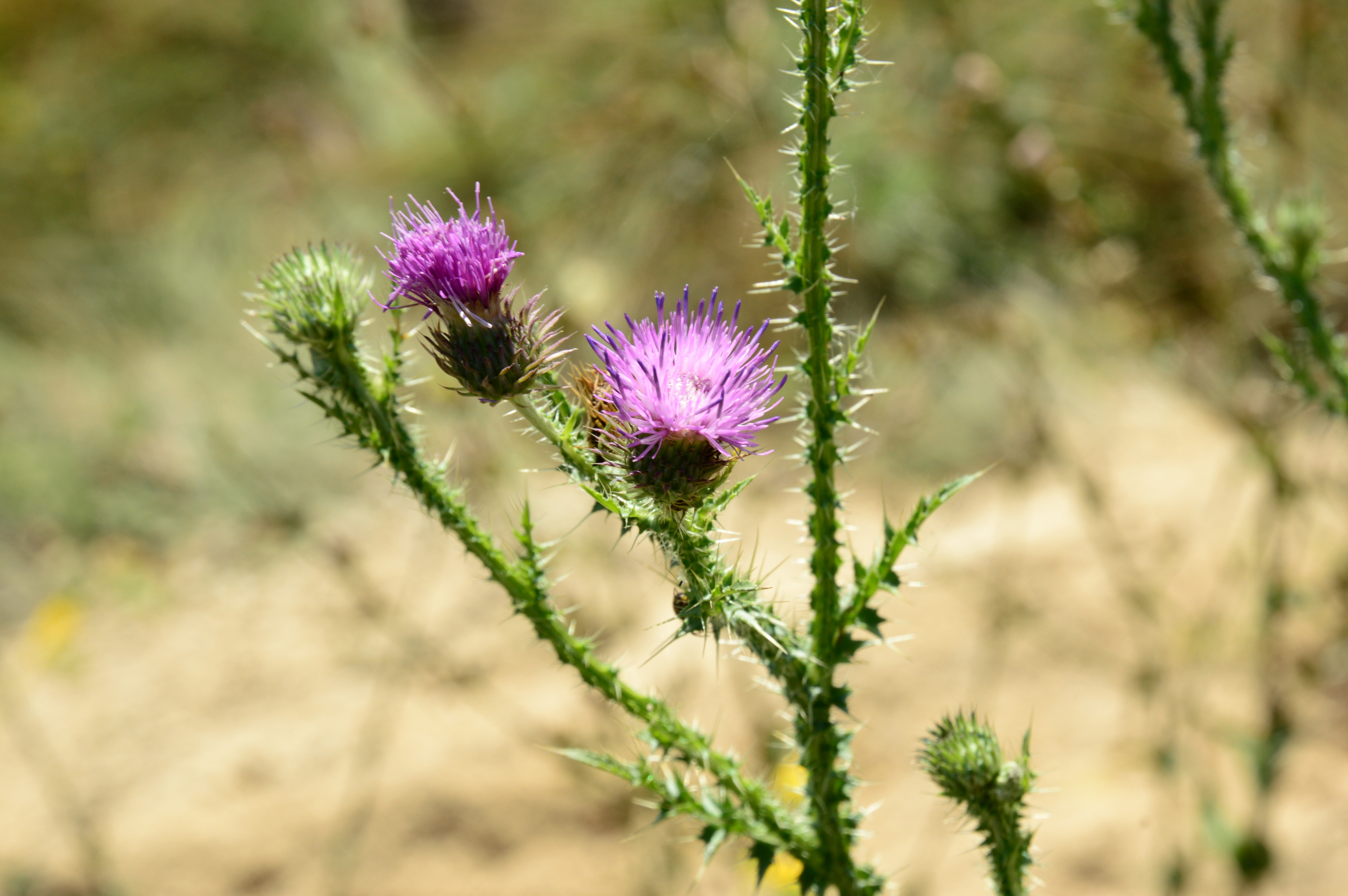
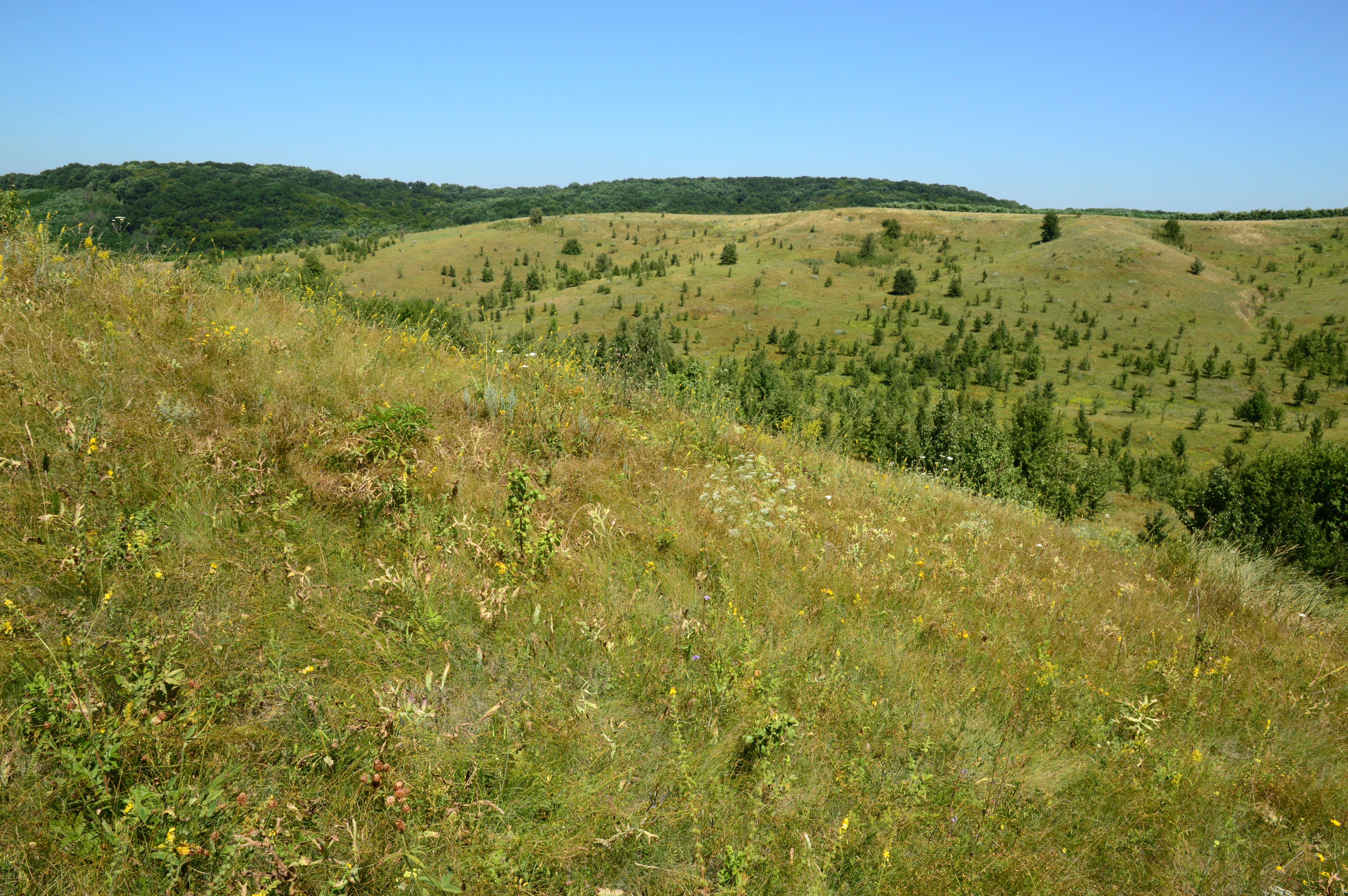
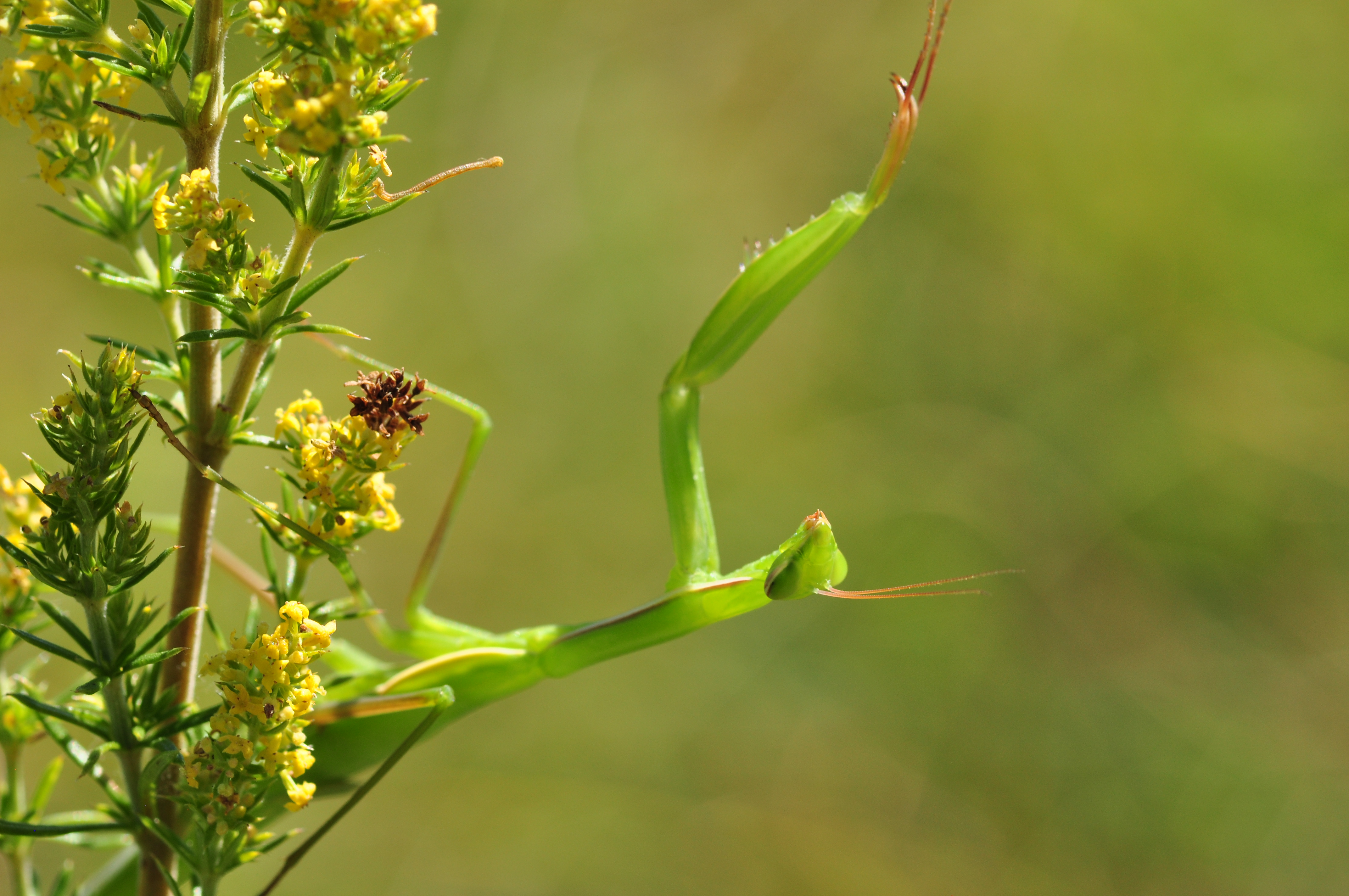
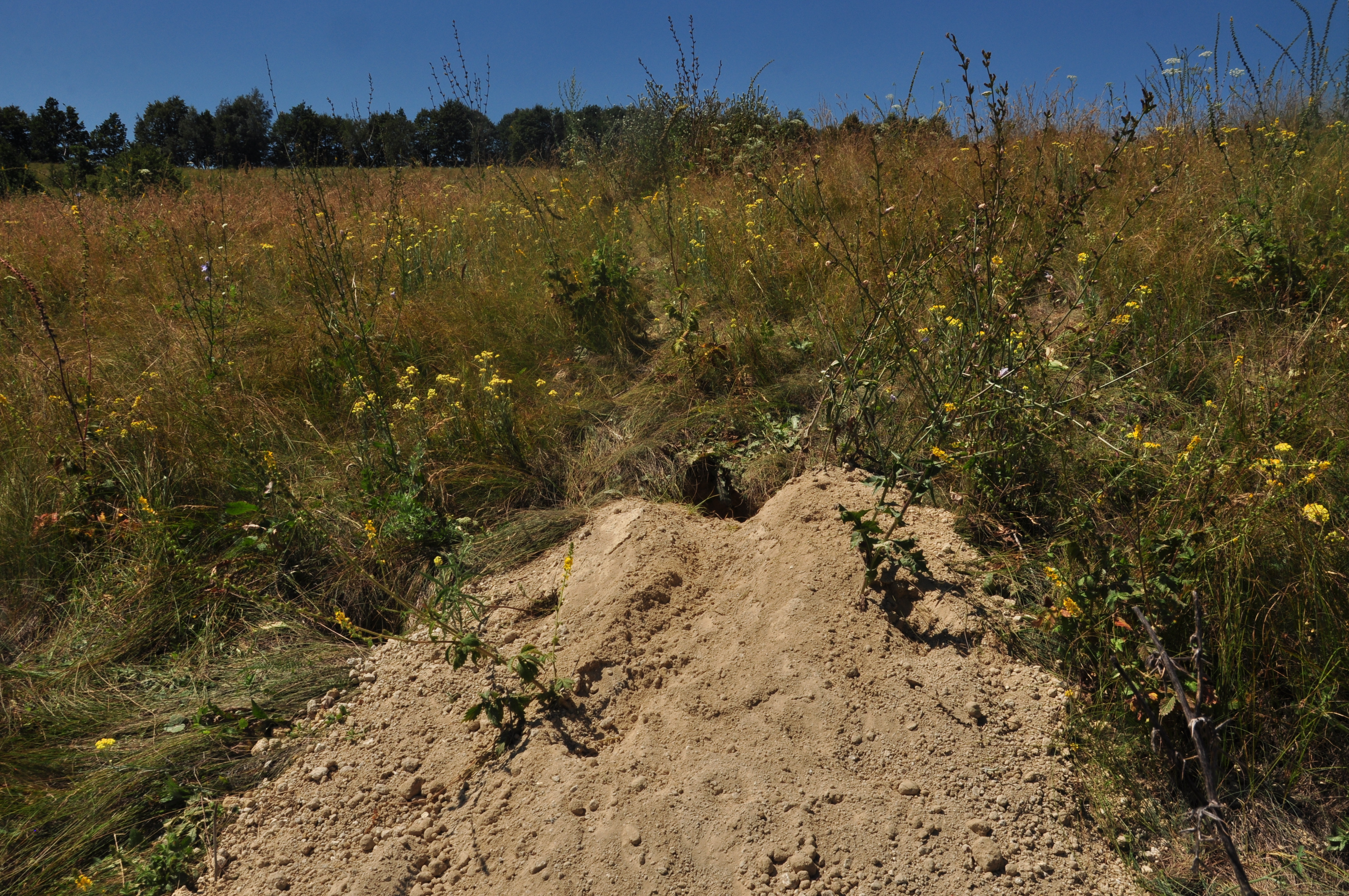
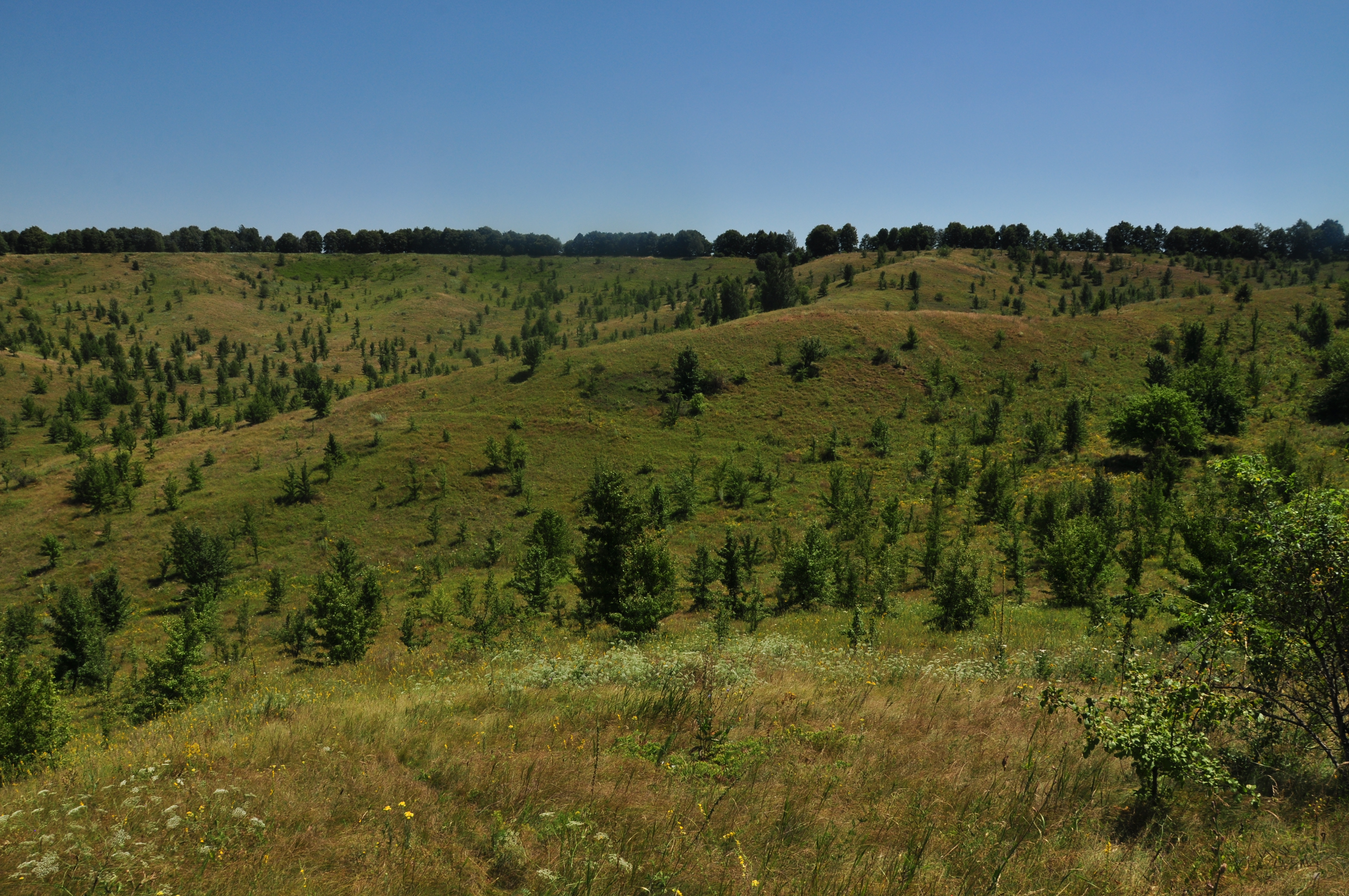